# بوی پول
بوی پول فیلمی به کارگردانی و تهیه‌کنندگی نادر طریقت محصول سال ۱۳۸۱ است.

## داستان فیلم
آقای زرنگ‌پور که خیلی خسیس است یک روز در روزنامه خبر فوت خاله اش را که تا حالا ندیده‌است، می‌بیند و اعلام می‌کنند که هیچ وارثی نداشته و همه ارثیه (دویست میلیون تومان) به آقای زرنگ‌پور می‌رسد. همه اطرافیان سعی می‌کنند یک جوری به آقای زرنگ‌پور نزدیک شوند تا اینکه …..

## عوامل
- مجری طرح و طراح صحنه نادر طریقت
- برنامه‌ریز دستیار اول کارگردان مهران مدیری
- دستیار دوم کارگردان عباس مرادیان
- تصویربردار مصطفی کشفی
- مدیر جلوه های ویژه cgi / مدیر صدابرداری = جمشید اکبرزاده رضایی